# Isaac Berger
Isaac Berger (n. 16 noiembrie 1936, Ierusalim, Palestina sub mandat britanic – d. 4 iunie 2022) a fost un halterofil ce a reprezentat Statele Unite ale Americii, medaliat olimpic. A participat la 3 ediții ale Jocurilor Olimpice (1956, 1960, 1964) în care a câștigat o medalie de aur și două medalii de argint.